# Матрица рассеяния
Матрица рассеяния (S-матрица) — матрица величин, описывающая процесс перехода квантовомеханических систем из одних состояний в другие при их взаимодействии (рассеянии).
Впервые введена Джоном Уилером в 1937 году как унитарная матрица коэффициентов, связывающих «асимптотическое поведение произвольного частного решения интегрального уравнения с решениями в стандартной форме». Позже и независимо была введена Вернером Гейзенбергом в 1943 году.
Матрица рассеяния обладает свойствами релятивистской ковариантности, унитарности, причинности и удовлетворяет принципу соответствия. Свойство релятивистской ковариантности означает, что закон преобразования волновой функции не должен зависеть от системы отсчёта. Свойство унитарности следует из требования сохранения нормы волновых функций до и после рассеяния. Свойство причинности вытекает из требования о том, чтобы изменение закона взаимодействия в произвольной пространственно-временной области должно изменять эволюцию физической системы лишь в последующие моменты времени.